# In My Defense
In My Defense é o segundo álbum de estúdio da rapper australiana Iggy Azalea. Foi lançado em 19 de julho de 2019 através das gravadoras Bad Dreams e Empire, servindo como seguimento ao The New Classic (2014). O álbum contém colaborações com Lil Yachty, Kash Doll, Juicy J e uma das protegidas de Iggy, Stini. O álbum contém produções de J. White Did It, que serviu também como produtor executivo e o principal produtor da maioria das faixas, e assistenciado por Jazze Pha, Smash David, Go Grizzly e Rico Beats. É um álbum estritamente do gênero hip hop com um tom mais agressivo e confiante, abandonando a sonoridade com influência pop experimentado por Azalea em seu álbum de estreia.
In My Defense foi precedido por três singles: "Sally Walker" foi lançado em 15 de março de 2020, estreou e atingiu a posição de número sessenta e dois na Billboard Hot 100 (EUA). "Started" foi lançado como segundo single em 3 de maio de 2019. "Fuck It Up" com a participação da rapper estadunidense Kash Doll foi lançado como terceiro e último single no dia do lançamento do álbum.
O álbum fez de Azalea a melhor rapper feminina independente do ano, atingindo a posição de número 6 na Billboard Independent Albums (EUA), estreando também na posição número cinquenta na Billboard 200 vendendo 17.000 cópias em sua primeira semana. Desde seu lançamento, In My Defense conseguiu mundialmente mais de 300 milhões de streams entre YouTube e Spotify.

## Antecedentes
No início de 2016, Azalea lançou a canção "Team", intencionada a ser o primeiro single do seu segundo álbum de estúdio, até então intitulado Digital Distortion. Outras várias canções também foram lançadas durante 2016, 2017 e 2018, incluindo os singles "Mo Bounce", "Switch e "Savior". No final de 2017, Azalea anunciou que o álbum havia sido engavetado porque o seu ex noivo, o jogador de basquete Nick Young, estava traindo-a, então a cantora decidiu trabalhar num novo material. Logo depois, ela anunciou ter assinado um contrato com a gravadora Island. Em meados de 2018, Azalea lançou o extended play Survive the Summer, que inclui o single certificado "Kream" com a participação de Tyga. Alguns meses após o lançamento do EP, Azalea anunciou que deixou a Island, tornando-se uma artista independente sem assinatura.
Em agosto de 2018, em sua conta no Twitter, Azalea expressou a sua expectativa em gravar seu álbum independentemente. Em novembro, Azalea assinou um acordo de distribuição multimilionário com a Empire depois da sua saída da Island. Em fevereiro de 2019, Azalea anunciou o lançamento do primeiro single "Sally Walker", sendo lançado em 15 de março de 2019. O segundo single "Started" foi lançado juntamente com seu videoclipe em 3 de maio de 2019. Azalea também divulgou uma prévia de sua próxima colaboração, com a drag queen brasileira Pabllo Vittar. Em 28 de junho a canção "Just Wanna" foi lançada como single promocional junto com a pré-venda do álbum.

## Análise da crítica
| Críticas profissionais | Críticas profissionais |
| Pontuações agregadas   | Pontuações agregadas   |
| Fonte                  | Avaliação              |
| ---------------------- | ---------------------- |
| Metacritic             | 39/100                 |
| Avaliações da crítica  |                        |
| Fonte                  | Avaliação              |
| AllMusic               | [ 18 ]                 |
| Clash                  | 5/10                   |
| HipHopDX               | [ 20 ]                 |
| Idolator               | [ 21 ]                 |
| Pitchfork              | 3.8/10                 |
| The New Zealand Herald | [ 23 ]                 |
| Tom Hull – on the Web  | B+                     |

Em geral, In My Defense recebeu críticas negativas dos críticos de música. No Metacritic, que atribui uma classificação normalizada de 100 a críticas de publicações populares, o álbum recebeu uma pontuação média de 39, com base em quatro críticas, que indica "geralmente opiniões infavoráveis".
Mike Neid do Idolator declarou é "uma diversão rouca e impenitente. Uma queda que necessita oferecer um pouco mais de profundidade."" Craig Jenkin do Vulture declarou que "In My Defense é um engraçado seguimento da era Digital Distortion porque o título e a capa são artificiais. É uma melhora em relação ao EP do ano passado [Survive the Summer]. Iggy Azalea parece ter mais o controle de sua carreira pela primeira vez em muito tempo. Nem todos da indústria podem dizer o mesmo." Nicolas Tyrell da revista Clash elogiou a sua melhoria em geral, "Azalea melhorou tanto em seu ritmo quanto em sua narrativa em seu tempo longe dos holofotes", mas notou que o álbum como um todo aparenta ser "um projeto em que ela pensa que queremos mesmo ouvir, em oposição ao que está realmente em sua mente." Numa análise negativa, Dani Blum da Pitchfork escreveu que "o álbum está repleto histórias de desenho animado de como ela acha que uma música de rap deveria soar". Ele elogiou a canção "Sally Walker", declarando ser a melhor do álbum; porém, descreveu "Freak of the Week" como uma faixa descartada de Megan Thee Stallion.

## Alinhamento de faixas
Lista de faixas adaptadas da Apple Music e Tidal.
- Todas as faixas produzidas por J. White Did It, exceto aonde notado.

| In My Defense — Lista de faixas |                                   |                            |                        |         |  |
| N.º                             | Título                            | Compositor(es)             | Produtor(es)           | Duração |  |
| 1.                              | "Thanks I Get"                    | Amethist Kelly             |                        | 2:34    |  |
| 2.                              | "Clap Back"                       | Kelly                      |                        | 3:28    |  |
| 3.                              | "Sally Walker"                    | Kelly Anthony White        |                        | 2:58    |  |
| 4.                              | "Hoemita" (com Lil Yachty)        | Kelly Miles Parks McCollum |                        | 3:03    |  |
| 5.                              | "Started"                         | Kelly Ronny Wright         |                        | 3:06    |  |
| 6.                              | "Spend It"                        | Kelly                      |                        | 3:12    |  |
| 7.                              | "Fuck It Up" (com Kash Doll)      | Kelly Arkeisha Knight      |                        | 2:51    |  |
| 8.                              | "Big Bag" (com Stini)             | Kelly Stini                | Go Grizzly Smash David | 2:49    |  |
| 9.                              | "Comme des Garçons"               | Kelly                      | Rico Beats             | 3:39    |  |
| 10.                             | "Freak of the Week" (com Juicy J) | Kelly Jordan Houston       |                        | 3:12    |  |
| 11.                             | "Just Wanna"                      | Kelly                      |                        | 2:47    |  |
| 12.                             | "Pussy Pop"                       | Kelly                      |                        | 1:53    |  |
| Duração total:                  | Duração total:                    | Duração total:             | Duração total:         | 35:32   |  |

Samples
- "Freak of the Week" contém elementos de "Slob on My Knob" por Tear Da Club Up Thugs, escrito por Jordan Houston e Paul Beauregard.[28]
- "Just Wanna" contém elementos de "Push It" por Salt-N-Pepa.

## Créditos
Os créditos são adaptados do Tidal.
| Músicos - Iggy Azalea – artista principal - Lil Yachty – artista convidado (faixa 4) - Kash Doll – artista convidado (faixa 7) - Stini – artista convidado (faixa 8) - Juicy J – artista convidado (faixa 10) | Produção - J. White Did It – produção executiva, produção (faixas 1–7, 10–12) - Go Grizzly – produção (faixa 8) - Smash David – produção (faixa 8) - Rico Beats – produção (faixa 9) |

Técnico
- AJ Putman – engenheiro vocal (faixas 1-7, 9-12)
- Mac Attkisson – engenheiro vocal (faixas 1, 11)
- Vekz Madison – engenheiro vocal (faixas 8-9)
- Chris Davis - engenheiro vocal (faixas 8)
- Evan LaRay – mixagem (faixas 1-9, 11-12)
- Leslie Brathwaite – mixagem (faixa 10)

Arte
- Annie Madison – design gráfico
- Thom Kerr – fotografia

## Desempenho nas tabelas musicas
| Tabela musical (2019)                             | Melhor posição |
| ------------------------------------------------- | -------------- |
| Austrália (ARIA)                                  | 52             |
| Austrália Urban (ARIA)                            | 18             |
| Bélgica (Ultratop da Valônia)                     | 137            |
| Estados Unidos Billboard 200                      | 50             |
| Estados Unidos Independent Albums (Billboard)     | 6              |
| Estados Unidos Top R&B/Hip-Hop Albums (Billboard) | 25             |
| Irlanda Independent (IRMA)                        | 13             |
| Reino Unido Digital (OCC)                         | 36             |
| Reino Unido Independent (OCC)                     | 35             |
| Reino Unido R&B (OCC)                             | 7              |

## Histórico de lançamento
| Região | Data                 | Formato(s)                 | Gravadora  | Ref.   |
| ------ | -------------------- | -------------------------- | ---------- | ------ |
| Várias | 19 de julho de 2019  | Download digital Streaming | Bad Dreams |        |
| Várias | 2 de agosto de 2019  | CD                         | Bad Dreams | [ 39 ] |
| Várias | 26 de agosto de 2019 | Vinil fita cassete         | Bad Dreams | [ 40 ] |